# Kheïr Eddine
Kheïr Eddine (em árabe: خير الدين) (também Hayreddin), é uma cidade e comuna na província de Mostaganem, Argélia. É a capital do distrito homônimo. Segundo o censo de 2008, a população total da cidade era de 27 606 habitantes.